# ファリロ

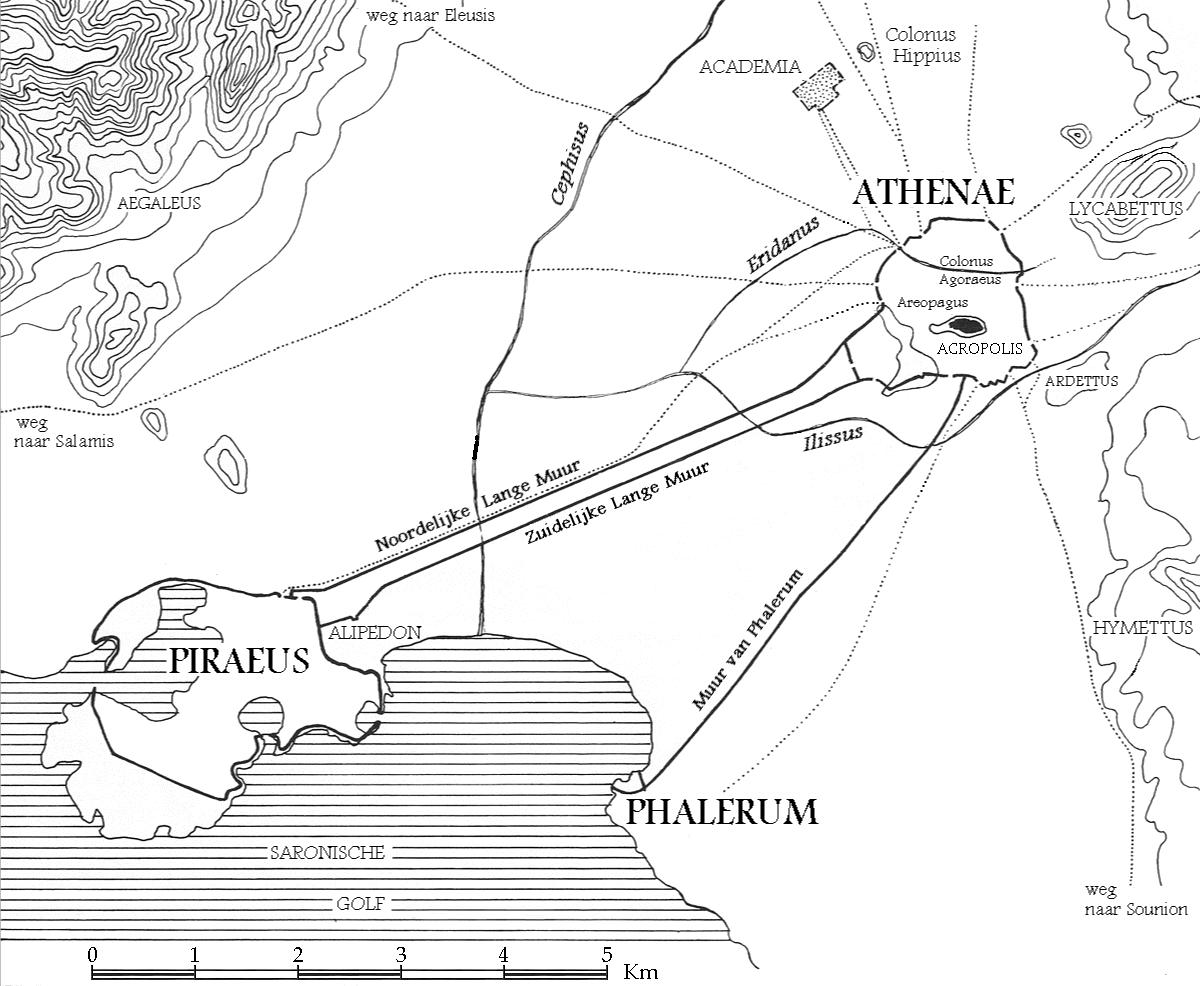
ファリロ（パレロン）の位置。図の中央下。

ファリロ（希: Φάληρο, Fáliro）とは、ギリシャのアテネ南西にある港町。古代にはパレロン（パレーロン、ファレロン、古希: Φάληρον, Phálēron）と呼ばれ、テミストクレスがペイライエウス（ピレウス）を新たな外港として開発する以前には、アテナイにとっての主たる外港だった。ラテン語・英語の綴り（Phalerum）からファレルム、ファレラムなどとも。

## 著名な出身者・関係者
- パレロンのデメトリオス - ペリパトス派の哲学者・政治家。
- パレロンのアポロドロス - ソクラテスの弟子。